# إبراهيم الحر العاملي الصوري
الشيخ إبراهيم الحر العاملي الصوري هو رجل دين وشاعر شيعي لبناني من أهل جبل عامل، ويُقال له الصوري نسبة إلى مدينة صور اللبنانية، وتمييزاً له عن أسرة محمد بن الحسن الحر العاملي مؤلف موسوعة تفصيل وسائل الشيعة، حيث أن أسرة صاحب الوسائل أسرة مختلفة، وليست من صور؛ وإنَّما من قرى مشغرة وجبع.
ومن شعره المشهور ردَّه على أبيات لعبد الغني النابلسي تبدأ بهذا البيت: ”وجودي جل عن جسمي .. وعن روحي وعن عقلي“، وأمَّا رد العاملي فكان بقصيدة طويلة تبدأ بهذه الأبيات:
رويدا يا أخا الفضل .. مزجت الشهد بالخل
أذعت السر يا هذا .. شريت الجور بالعدل
فتحت القفل يا شامي .. فقدت العلم بالجهل
تعالى الله ذو الفضل .. عن الأشباه والمثل
وعن كيف وعن أين .. وعن إدراك ذي عقل

### الكتب
- أعيان الشيعة. محسن الأمين، طبع بيروت - لبنان، تاريخ الطبع مفقود، منشورات دار التعارف.
- الذريعة إلى تصانيف الشيعة. آغا بزرگ الطهراني، طبع بيروت - لبنان، تاريخ الطبع مفقود، منشورات دار الأضواء.

### إشارات مرجعية
1. ↑  
الأمين، محسن. أعيان الشيعة - ج2. ص. 123. مؤرشف من الأصل في 2019-12-09.